# Hypokopelates marginata
Hypokopelates marginata är en fjärilsart som beskrevs av Henry Stempffer 1962. Hypokopelates marginata ingår i släktet Hypokopelates och familjen juvelvingar. Inga underarter finns listade i Catalogue of Life.